# Cal Rossell (Oristà)
Cal Rossell és una casa d'Oristà (Lluçanès) inclosa a l'Inventari del Patrimoni Arquitectònic de Catalunya.

## Descripció
Casa de planta irregular en forma de L construïda en un angle que el carrer de Vic.
Els murs són fets amb pedres desbastades irregulars i morter, amb restes del primitiu arrebossat que els cobrien. Teulada a doble vessant amb el carener paral·lel a la façana principal. L'entrada es realitza per un portal adovellat, les obertures tenen llinda i brancals de pedra picada.

## Història
Aquesta és una de les cases més antigues del poble.